# デュエル (釣具会社)
株式会社デュエル（英: DUEL CO., Inc.）は、福岡県福岡市博多区にある日本の釣具メーカー。ルアー、エギ、釣り糸を中心に、製造しておりその他小物などを手掛ける釣り具の総合メーカーである。
国内向けのルアーと釣り糸を扱う「デュエル(DUEL)」と主にイカ釣り製品と海外向けルアーの「ヨーヅリ(YO-ZURI)」、「ハードコア（HARDCORE:釣糸、ルアー）」を加えた3ブランドを持つ。

## 沿革
- 1967年 - 佐賀県武雄市で、北川安洋が擬似餌の製作工場として創業。
- 1970年 - 有限会社洋釣具製作所を設立。本社工場を現在地（現武雄工場）に移転。
- 1976年 - 工場増築と共に輸出部門を設立、海外へ販路を求める。
- 1977年 - 株式会社洋釣漁具と改組。
- 1989年 - ヨーヅリタイランドを設立。さらに、株式会社ヨーヅリに商号変更。[1]
- 1990年 - ヨーヅリグアム設立。
- 1992年 - ヨーヅリフィリピンズを設立。
- 1993年 - 北川安洋の娘婿であるエリック・チョイが社長に就任。
- 1995年 - 福岡県福岡市にデュエル株式会社を設立 エリック チョイ 代表取締役就任
- 1996年 - ヨーヅリヨーロッパ設立。
- 1997年10月 - 佐賀県武雄市の株式会社ヨーヅリとデュエル株式会社を統合し、商号を株式会社デュエルに変更。
- 1998年 - 東京事務所・大阪事務所開設。
- 1998年 - 延岡市に釣糸製造合弁会社設立。
- 2000年 - 福岡市中央区に福岡本部開設。
- 2001年10月 - 福岡本部を廃止し、跡地に本社を移転。
- 2002年1月 - 経営合理化のため生産拠点をフィリピンを中心に置いた。[2]
- 2002年8月 - タイ工場をフィリピン工場に生産統合。
- 2002年9月 - 経営合理化により武雄工場を縮小。[3]
- 2003年 - 東日本東京営業所・西日本大阪営業所を開設。
- 2003年6月 - Yo-Zuri America, Inc.を設立。
- 2004年 - 本社を福岡市博多区堅粕に移転。
- 2005年3月 - デュエルベトナム設立。
- 2008年7月 - ヨーヅリグアム撤退。
- 2006年 - 釣糸製造会社合弁会社に増資し子会社化。
- 2008年5月 - ヨーヅリヨーロッパとの合弁を解消し、代理店契約に変更。
- 2008年7月- 釣糸製造子会社工場を自社延岡釣糸工場として取得。
- 2009年 - 本社を福岡市博多区網場町に移転。
- 2011年 - 延岡釣糸工場を武雄工場に統合。
- 2018年 - 本社を福岡市博多区冷泉町に移転。

## 概要
ルアーや釣り糸の製造で知名度が高く、日本国内に留まらず海外でも高い評価を得ている。特にエギは昭和40年代から製造し続けており、アオリーQは非常に長い間販売されている。
ルアー･エギ等の生産部門を海外に移し、日本国内では開発及び釣り糸製造に集中しており、現在は、フィリピン、ベトナムで生産を行っている。。すべて自社生産。
1997年からはトップトーナメンターとのスポンサー契約をすることも増え、バスプロの田辺哲男やメジナ釣りの立石宗之との契約を行っている。また、2002年にはデュエルガールとして吉川ひとみを起用している。
2003年には、田辺哲男のブランド、トランスリアライズを始動した。また、他社とのコラボレーション展開をすることもあり、ロデオクラフトからアオリーQ ロデオクラフトチューンが、ティムコからはアオリーQ Zが発売されている。
その知名度から国内外でコピーされることも多く、模倣品対策には従来より力を入れている。その積極的な姿勢が認められ、2012年には釣具業界としては初の「知財功労賞」を受賞している。

## 事業所
- 福岡本社
- 東日本営業所
- 西日本営業所
- 武雄工場

## 逸話
1988年に放送された「謎の巨大魚を追う - ハナス湖篇」に出演した開高健は、ロケ前にデュエルに訪れ、特注のルアーを製作してもらっている。